# Marolles-en-Brie (Seine-et-Marne)
Pour les articles homonymes, voir Marolles et Marolles-en-Brie (Val-de-Marne).
Marolles-en-Brie (prononcé [ma.ˈʁɔ.l‿ɑ̃ ˈbʁi]) est une commune française située dans le département de Seine-et-Marne en région Île-de-France.

## Géographie

### Localisation
Marolles-en-Brie est une commune rurale du plateau briard, située  au Nord-Est de la Seine-et-Marne, à 8 km de Coulommiers, à 11 km de Rebais et à 12 km de La Ferté-Gaucher.
Une partie du territoire est concernée par un site Natura 2000

### Communes limitrophes
| Chailly-en-Brie |                  | Saint-Siméon   |
|                 | Marolles-en-Brie | Choisy-en-Brie |
| Amillis         |                  | Chevru         |

### Hydrographie

#### Réseau hydrographique

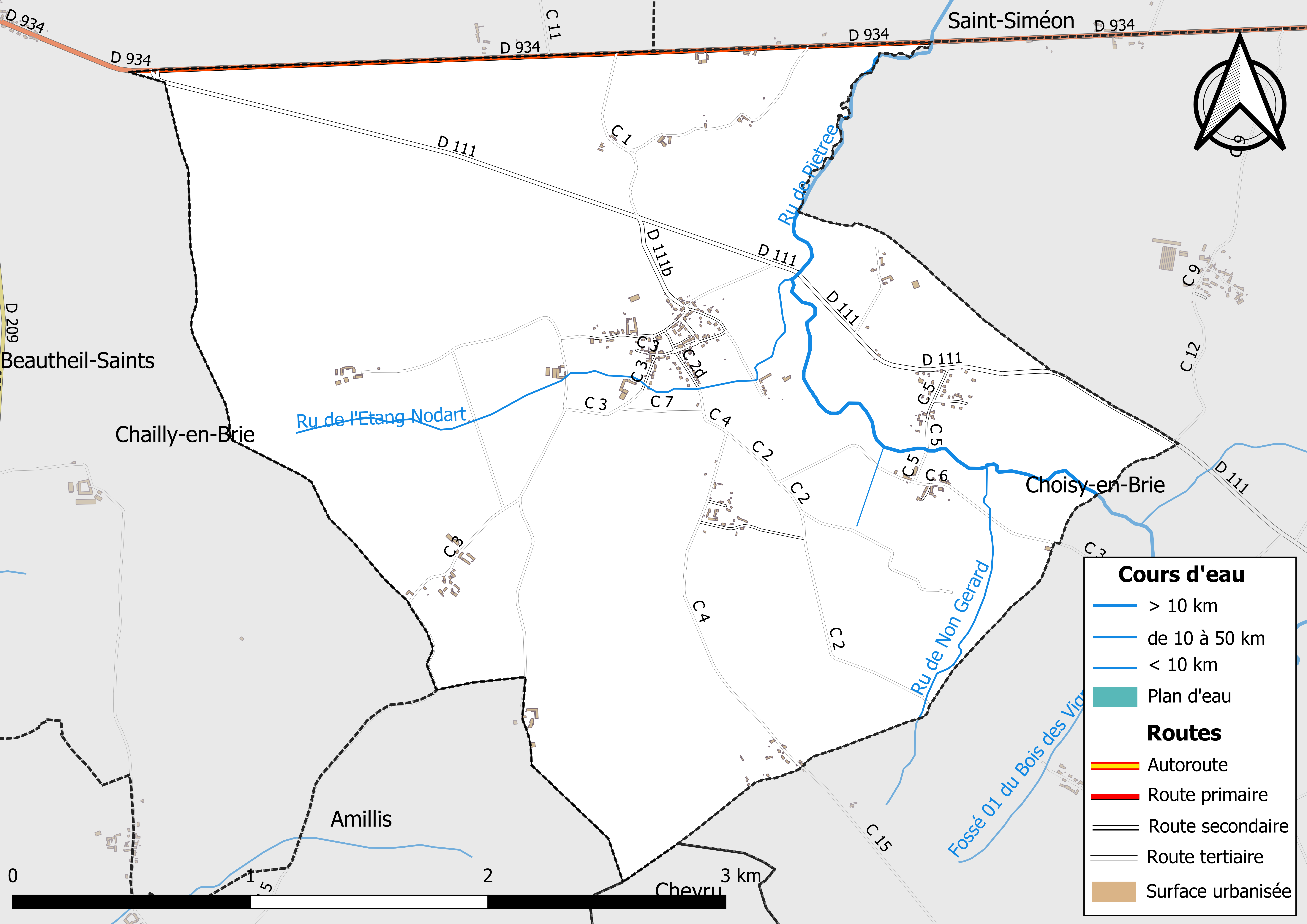
Carte des réseaux hydrographique et routier de Marolles-en-Brie.

Le réseau hydrographique de la commune se compose de quatre cours d'eau référencés :
- le ru de Vannetin ou ru de Pietree, long de 18,63 km[2], affluent du Grand Morin ; 
  - le ru de l'Étang Nodart, 2,59 km[3], et ;
  - le ru de Non Gérard ou Fossé 01 de Milhard, 1,63 km[4], et ;
  - le ru de Non Gérard[Note 1], 0,36 km[5], affluents du Vannetin.

La longueur totale des cours d'eau sur la commune est de 6,87 km.

#### Gestion des cours d'eau
Afin d’atteindre le bon état des eaux imposé par la Directive-cadre sur l'eau du 23 octobre 2000, plusieurs outils de gestion intégrée s’articulent à différentes échelles : le SDAGE, à l’échelle du bassin hydrographique, et le SAGE, à l’échelle locale. Ce dernier fixe les objectifs généraux d’utilisation, de mise en valeur et de protection quantitative et qualitative des ressources en eau superficielle et souterraine. Le département de Seine-et-Marne est couvert par six SAGE, au sein du bassin Seine-Normandie.
La commune fait partie du SAGE « Petit et Grand Morin », approuvé le 21 octobre 2016. Le territoire de ce SAGE comprend les bassins du Petit Morin (630 km2) et du Grand Morin (1 185 km2). Le pilotage et l’animation du SAGE sont assurés par le syndicat mixte d'aménagement et de gestion des Eaux (SMAGE) des 2 Morin, qualifié de « structure porteuse ».

### Climat
Pour des articles plus généraux, voir Climat de l'Île-de-France et Climat de Seine-et-Marne.
En 2010, le climat de la commune est de type climat océanique dégradé des plaines du Centre et du Nord, selon une étude du CNRS s'appuyant sur une série de données couvrant la période 1971-2000. En 2020, Météo-France publie une typologie des climats de la France métropolitaine dans laquelle la commune est exposée à un climat océanique altéré et est dans la région climatique Nord-est du bassin Parisien, caractérisée par un ensoleillement médiocre, une pluviométrie moyenne régulièrement répartie au cours de l’année et un hiver froid (3 °C).
Pour la période 1971-2000, la température annuelle moyenne est de 10,6 °C, avec une amplitude thermique annuelle de 15,3 °C. Le cumul annuel moyen de précipitations est de 757 mm, avec 11,4 jours de précipitations en janvier et 8,2 jours en juillet. Pour la période 1991-2020, la température moyenne annuelle observée sur la station météorologique la plus proche, située sur la commune de Chevru à 5 km à vol d'oiseau, est de 11,2 °C et le cumul annuel moyen de précipitations est de 697,7 mm,. Pour l'avenir, les paramètres climatiques de la commune estimés pour 2050 selon différents scénarios d'émission de gaz à effet de serre sont consultables sur un site dédié publié par Météo-France en novembre 2022.
| Mois                                  | jan.            | fév.           | mars          | avril         | mai             | juin           | jui.           | août           | sep.         | oct.            | nov.          | déc.             | année      |
| ------------------------------------- | --------------- | -------------- | ------------- | ------------- | --------------- | -------------- | -------------- | -------------- | ------------ | --------------- | ------------- | ---------------- | ---------- |
| Température minimale moyenne (°C)     | 1,3             | 1,3            | 3,3           | 5,1           | 8,7             | 11,5           | 13,3           | 13,2           | 10,4         | 7,8             | 4,2           | 2                | 6,8        |
| Température moyenne (°C)              | 3,7             | 4,4            | 7,5           | 10,2          | 13,9            | 17             | 19,3           | 19,2           | 15,7         | 11,8            | 7,1           | 4,4              | 11,2       |
| Température maximale moyenne (°C)     | 6,1             | 7,4            | 11,7          | 15,3          | 19              | 22,5           | 25,3           | 25,3           | 21           | 15,7            | 9,9           | 6,7              | 15,5       |
| Record de froid (°C) date du record   | −15,8 08.01.10  | −13,9 04.02.12 | −9,2 13.03.13 | −4,4 06.04.21 | −1,3 05.05.1996 | 1,4 04.06.1991 | 5,5 13.07.1993 | 4,6 26.08.1993 | 1,8 30.09.22 | −3,8 30.10.1997 | −9,7 30.11.10 | −12,7 31.12.1996 | −15,8 2010 |
| Record de chaleur (°C) date du record | 15,6 05.01.1999 | 18,6 27.02.19  | 24,6 31.03.21 | 28,2 20.04.18 | 30,9 27.05.05   | 35,8 27.06.11  | 41,5 25.07.19  | 39,7 12.08.03  | 34 09.09.23  | 28,3 01.10.11   | 21 07.11.15   | 16,6 07.12.00    | 41,5 2019  |
| Précipitations (mm)                   | 57,8            | 52,6           | 51,2          | 51,6          | 67,1            | 51,5           | 55,9           | 56             | 56,1         | 64,7            | 60,9          | 72,3             | 697,7      |

### Milieux naturels et biodiversité

#### Réseau Natura 2000

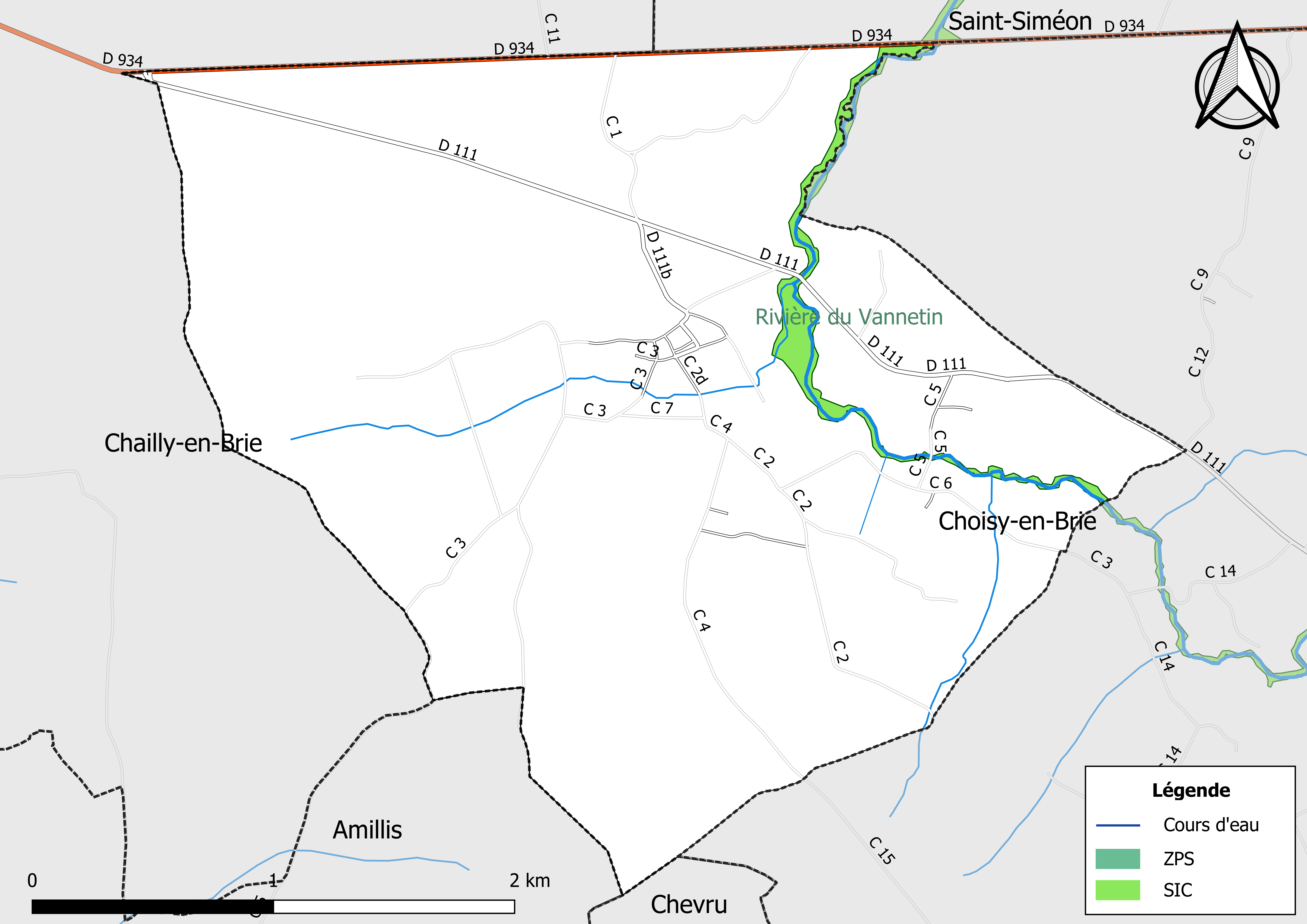
Sites Natura 2000 sur le territoire communal.

Le réseau Natura 2000 est un réseau écologique européen de sites naturels d’intérêt écologique élaboré à partir des Directives « Habitats » et « Oiseaux ». Ce réseau est constitué de Zones spéciales de conservation (ZSC) et de Zones de protection spéciale (ZPS). Dans les zones de ce réseau, les États Membres s'engagent à maintenir dans un état de conservation favorable les types d'habitats et d'espèces concernés, par le biais de mesures réglementaires, administratives ou contractuelles.
Un site Natura 2000 a été défini sur la commune au titre de la « directive Habitats », : 
la « Rivière du Vannetin », d'une superficie de 63,3 ha, une rivière de première catégorie piscicole située dans un contexte agricole encore varié et extensif mais qui a conservé des écosystèmes naturels particulièrement riches pour la région Île-de-France. Ce cours d’eau accueille des populations de Lamproie de Planer et de Chabot. La Loche de rivière a aussi été observée sur le site,.

## Urbanisme

### Typologie
Au 1er janvier 2024, Marolles-en-Brie est catégorisée commune rurale à habitat dispersé, selon la nouvelle grille communale de densité à sept niveaux définie par l'Insee en 2022.
Elle est située hors unité urbaine. Par ailleurs la commune fait partie de l'aire d'attraction de Paris, dont elle est une commune de la couronne,. Cette aire regroupe 1 929 communes,.

### Lieux-dits et écarts
La commune compte 77 lieux-dits administratifs répertoriés consultables ici (source : le fichier Fantoir) dont Ranchien, la Hante, la Hallée, les Morils, la Cressonnière, Forêt Malnoue, Bois Saint Georges, la Bassignière, Maison Rouge, Milhard, la Ferrière.

### Occupation des sols
L'occupation des sols de la commune, telle qu'elle ressort de la base de données européenne d’occupation biophysique des sols Corine Land Cover (CLC), est marquée par l'importance des territoires agricoles (90,5 % en 2018), en diminution par rapport à 1990 (93,2 %). La répartition détaillée en 2018 est la suivante : 
terres arables (81,9% ), zones agricoles hétérogènes (8,6% ), forêts (6,8% ), zones urbanisées (2,7 %).
Parallèlement, L'Institut Paris Région, agence d'urbanisme de la région Île-de-France, a mis en place un inventaire numérique de l'occupation du sol de l'Île-de-France, dénommé le MOS (Mode d'occupation du sol), actualisé régulièrement depuis sa première édition en 1982. Réalisé à partir de photos aériennes, le Mos distingue les espaces naturels, agricoles et forestiers mais aussi les espaces urbains (habitat, infrastructures, équipements, activités économiques, etc.) selon une classification pouvant aller jusqu'à 81 postes, différente de celle de Corine Land Cover,,. L'Institut met également à disposition des outils permettant de visualiser par photo aérienne l'évolution de l'occupation des sols de la commune entre 1949 et 2018.

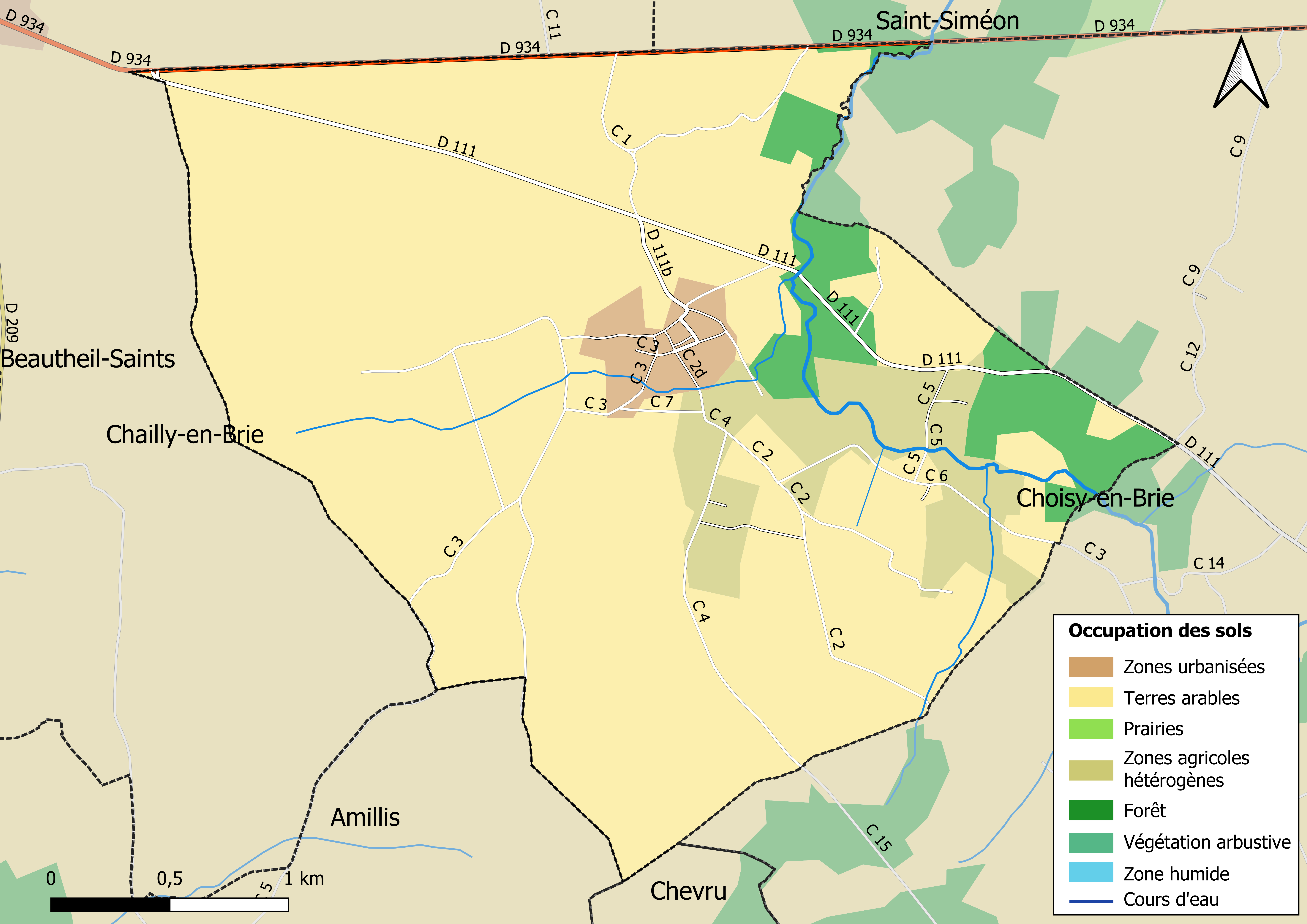
Carte des infrastructures et de l'occupation des sols en 2018 (CLC) de la commune.
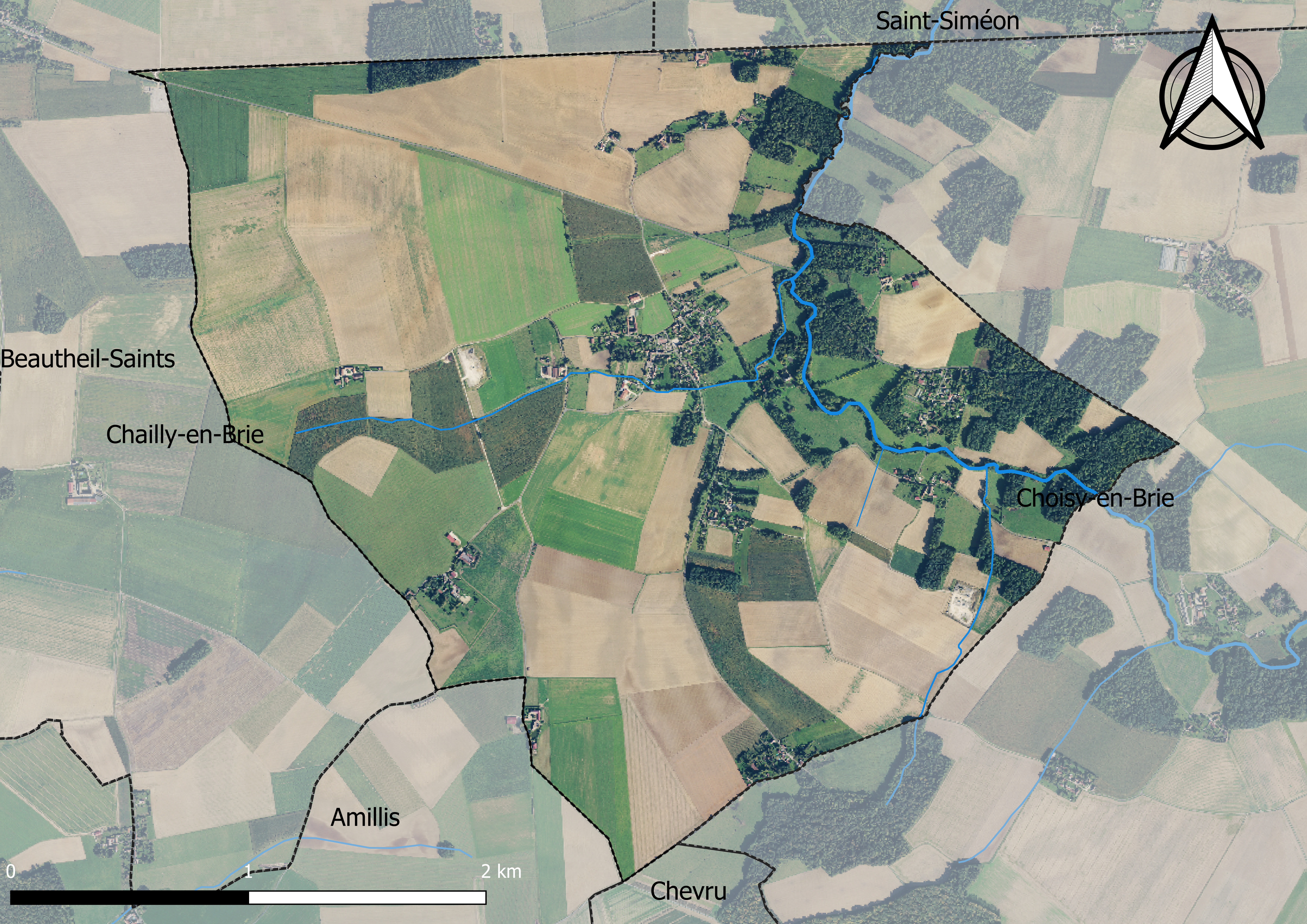
Carte orhophotogrammétrique de la commune.

### Planification
La loi SRU du 13 décembre 2000 a incité les communes à se regrouper au sein d’un établissement public, pour déterminer les partis d’aménagement de l’espace au sein d’un SCoT, un document d’orientation stratégique des politiques publiques à une grande échelle et à un horizon de 20 ans et s'imposant aux documents d'urbanisme locaux, les PLU (Plan local d'urbanisme). La commune est dans le territoire du SCOT du Bassin de vie de Coulommiers, approuvé le 11 juillet 2013 et porté par le syndicat intercommunal d’étude et de programmation (SIEP) de Coulommiers.
La commune disposait en 2019 d'un plan local d'urbanisme en révision. Le zonage réglementaire et le règlement associé peuvent être consultés sur le Géoportail de l'urbanisme.

### Logement
En 2017, le nombre total de logements dans la commune était de 178 dont 98,9 % de maisons (maisons de ville, corps de ferme, pavillons, etc.) et 0,6 % d'appartements.
Parmi ces logements, 83,1 % étaient des résidences principales, 11,9 % des résidences secondaires et 5,1 % des logements vacants.
La part des ménages fiscaux propriétaires de leur résidence principale s'élevait à 87,1 % contre 10,8 % de locataires et 2,1 % logés gratuitement.

### Voies de communication et transports
La commune est desservie par la ligne d’autocars No 10 (Coulommiers - Meilleray) ) du réseau Transdev-IdF.
Marolles est à 8 km de la gare de Coulommiers, la gare de Saint-Siméon, plus proche, étant fermée depuis 2002.

## Toponymie
Le nom de la localité est mentionné sous les formes Capella de Mairoliis en 1135 ; Merroliae castellum en 1201 ; Dominus de Merroliis en 1213 ; Merroliae en 1243.
Toponyme d'origine gauloise très répandu, Marolles est composé de l'adjectif maros signifiant « grand » suivi de l'appellatif -ialon « clairière, lieu défriché » et par extension « village », donnant māro-ialon (ultérieurement latinisé en maro-ialum) dont le sens global est « grande clairière », « grand bourg »,.

## Politique et administration

### Rattachements administratifs et électoraux
La commune était intégrée à l'arrondissement de Provins du département de Seine-et-Marne.
Afin de faire coïncider les limites d'arrondissement et celles des intercommunalités, elle intègre le 1er janvier 2018 l'arrondissement de Meaux.
Pour l'élection des députés, elle fait partie depuis 1988 de la cinquième circonscription de Seine-et-Marne.
Elle faisait partie depuis 1801 du canton de La Ferté-Gaucher. Dans le cadre du redécoupage cantonal de 2014 en France, elle intègre le canton de Coulommiers.

### Intercommunalité
La commune était membre de la communauté de communes Avenir et développement du secteur des Trois Rivières, créée fin 1993.
Le 1er janvier 2013, celle-ci fusionne avec la communauté de communes de la Brie des Templiers pour former la communauté de communes du Pays de Coulommiers.
Dans le cadre des dispositions de la loi portant nouvelle organisation territoriale de la République (Loi NOTRe) du 7 août 2015, qui prévoit que les établissements publics de coopération intercommunale (EPCI) à fiscalité propre doivent avoir un minimum de 15 000 habitants (et 5 000 habitants en zone de montagnes), le schéma départemental de coopération intercommunale (SDCI) de Seine-et-Marne prescrit  sa fusion avec la communauté de communes de la Brie des moulins.
La communauté d'agglomération Coulommiers Pays de Brie est ainsi créée le 1er janvier 2018, dont la commune est désormais membre.

### Liste des maires
| Période                                  | Période                       | Identité              | Étiquette | Qualité                  |
| ---------------------------------------- | ----------------------------- | --------------------- | --------- | ------------------------ |
| Les données manquantes sont à compléter. |                               |                       |           |                          |
| avant 1914                               |                               | Edouard René Sanglier |           |                          |
| Les données manquantes sont à compléter. |                               |                       |           |                          |
| avant 1981                               | ?                             | Pierre Parnot         |           |                          |
| mars 2001                                | avril 2014                    | René Darcy            |           | maître ouvrier pâtissier |
| avril 2014                               | En cours (au 26 février 2018) | Christine Guillette   |           | Agricultrice             |

## Équipements et services

### Eau et assainissement
L’organisation de la distribution de l’eau potable, de la collecte et du traitement des eaux usées et pluviales relève des communes. La loi NOTRe de 2015 a accru le rôle des EPCI à fiscalité propre en leur transférant cette compétence. Ce transfert devait en principe être effectif au 1er janvier 2020, mais la loi Ferrand-Fesneau du 3 août 2018 a introduit la possibilité d’un report de ce transfert au 1er janvier 2026,.

#### Assainissement des eaux usées
En 2020, la gestion du service d'assainissement collectif de la commune de Marolles-en-Brie est assurée par la communauté d'agglomération Coulommiers Pays de Brie (CACPB) pour la collecte, le transport et la dépollution,,.
L’assainissement non collectif (ANC) désigne les installations individuelles de traitement des eaux domestiques qui ne sont pas desservies par un réseau public de collecte des eaux usées et qui doivent en conséquence traiter elles-mêmes leurs eaux usées avant de les rejeter dans le milieu naturel. Le Syndicat mixte d'assainissement du Nord-Est  (SIANE) assure pour le compte de la commune le service public d'assainissement non collectif (SPANC), qui a pour mission de vérifier la bonne exécution des travaux de réalisation et de réhabilitation, ainsi que le bon fonctionnement et l’entretien des installations,.

#### Eau potable
En 2020, l'alimentation en eau potable est assurée par le syndicat de l'Eau de l'Est seine-et-marnais (S2E77) qui gère le service en régie,,.

## Population et société

### Démographie
L'évolution du nombre d'habitants est connue à travers les recensements de la population effectués dans la commune depuis 1793. Pour les communes de moins de 10 000 habitants, une enquête de recensement portant sur toute la population est réalisée tous les cinq ans, les populations de référence des années intermédiaires étant quant à elles estimées par interpolation ou extrapolation. Pour la commune, le premier recensement exhaustif entrant dans le cadre du nouveau dispositif a été réalisé en 2005.

En 2022, la commune comptait 413 habitants, en évolution de +2,99 % par rapport à 2016 (Seine-et-Marne : +3,92 %, France hors Mayotte : +2,11 %).
| 1793 | 1800 | 1806 | 1821 | 1831 | 1836 | 1841 | 1846 | 1851 |
| ---- | ---- | ---- | ---- | ---- | ---- | ---- | ---- | ---- |
| 290  | 282  | 262  | 302  | 353  | 411  | 372  | 394  | 385  |

| 1856 | 1861 | 1866 | 1872 | 1876 | 1881 | 1886 | 1891 | 1896 |
| ---- | ---- | ---- | ---- | ---- | ---- | ---- | ---- | ---- |
| 367  | 372  | 412  | 380  | 400  | 420  | 425  | 378  | 374  |

| 1901 | 1906 | 1911 | 1921 | 1926 | 1931 | 1936 | 1946 | 1954 |
| ---- | ---- | ---- | ---- | ---- | ---- | ---- | ---- | ---- |
| 370  | 369  | 332  | 298  | 292  | 295  | 284  | 276  | 270  |

| 1962 | 1968 | 1975 | 1982 | 1990 | 1999 | 2005 | 2006 | 2010 |
| ---- | ---- | ---- | ---- | ---- | ---- | ---- | ---- | ---- |
| 258  | 218  | 210  | 224  | 278  | 355  | 418  | 425  | 401  |

| 2015 | 2020 | 2022 | - | - | - | - | - | - |
| ---- | ---- | ---- | - | - | - | - | - | - |
| 404  | 415  | 413  | - | - | - | - | - | - |

### Enseignement
Les enfants de la commune sont scolarisés en 2016 par un regroupement pédagogique intercommunal qui regroupe les écoles de d'Amillis, Dagny et Marolles-en-Brie. Celle de Marolles-en-Brie accueillait deux classes primaires à deux niveaux.

## Économie
Le village compte en 2018 sept exploitations agricoles, dont quatre en agriculture biologique
Deux puits de pétrole sont exploités dans la commune[réf. nécessaire].

### Secteurs d'activité

#### Agriculture
Marolles-en-Brie est dans la petite région agricole dénommée la « Brie est », une partie de la Brie. En 2010, l'orientation technico-économique de l'agriculture sur la commune est la culture de céréales et d'oléoprotéagineux (COP).
Si la productivité agricole de la Seine-et-Marne se situe dans le peloton de tête des départements français, le département enregistre un double phénomène de disparition des terres cultivables (près de 2 000 ha par an dans les années 1980, moins dans les années 2000) et de réduction d'environ 30 % du nombre d'agriculteurs dans les années 2010. Cette tendance se retrouve au niveau de la commune où le nombre d’exploitations est passé de 11 en 1988 à 7 en 2010. Parallèlement, la taille de ces exploitations augmente, passant de 79 ha en 1988 à 97 ha en 2010.
Le tableau ci-dessous présente les principales caractéristiques des exploitations agricoles de Marolles-en-Brie, observées sur une période de 22 ans : 
|                                      | 1988 | 2000 | 2010 |
| ------------------------------------ | ---- | ---- | ---- |
| Dimension économique,                |      |      |      |
| Nombre d’exploitations (u)           | 11   | 10   | 7    |
| Travail (UTA)                        | 22   | 17   | 8    |
| Surface agricole utilisée (ha)       | 869  | 861  | 679  |
| Cultures                             |      |      |      |
| Terres labourables (ha)              | 804  | 835  | 653  |
| Céréales (ha)                        | 518  | 593  | 385  |
| dont blé tendre (ha)                 | 372  | 403  | 265  |
| dont maïs-grain et maïs-semence (ha) | 112  | 130  | 48   |
| Tournesol (ha)                       | 35   |      |      |
| Colza et navette (ha)                | 51   | s    | s    |
| Élevage                              |      |      |      |
| Cheptel (UGBTA)                      | 158  | 96   | 125  |

## Culture locale et patrimoine

### Lieux et monuments
- Église Saint-Georges-et-Saint-Thomas-Beckett.

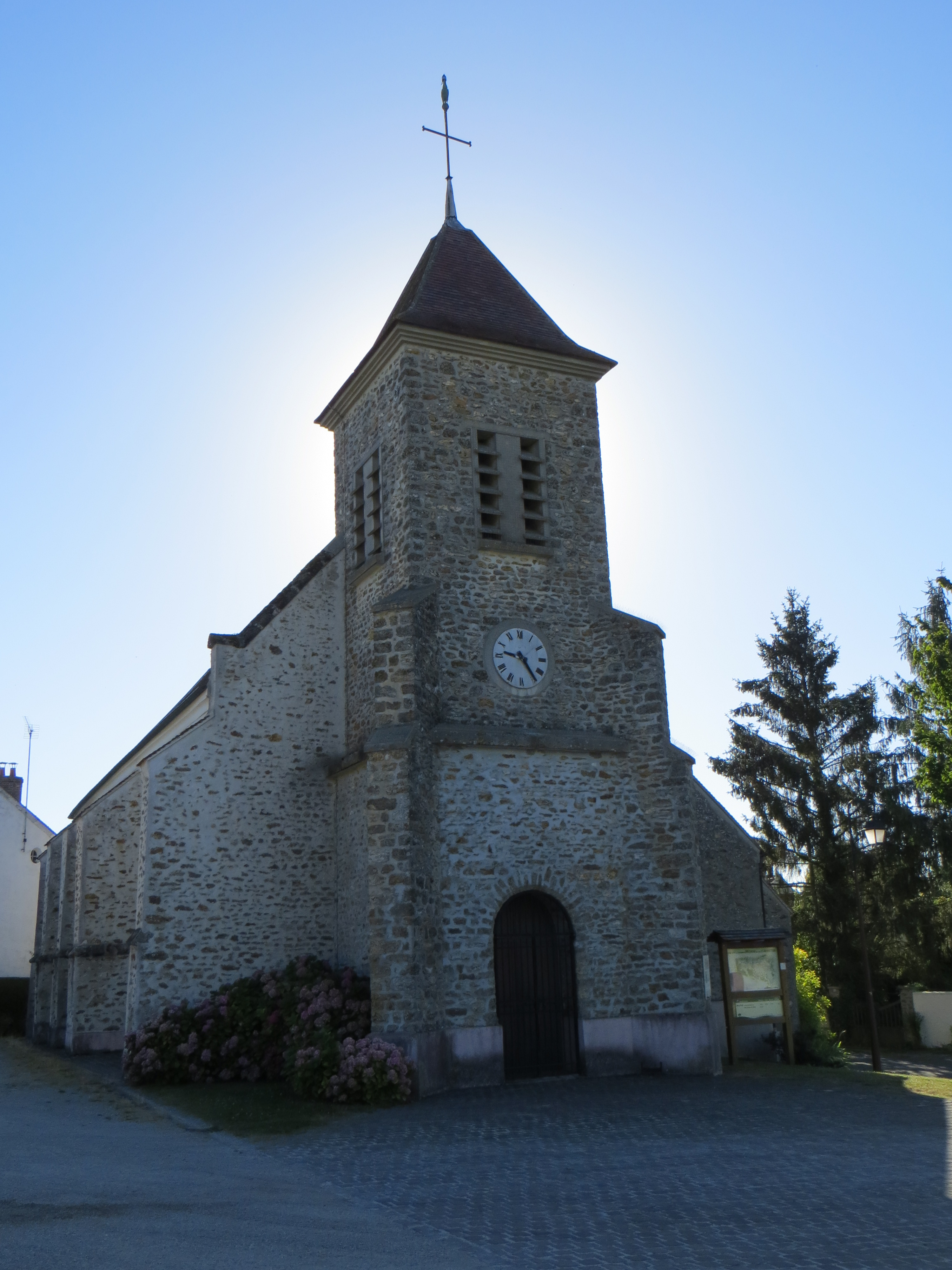
L'église Saint-Georges-et-Saint-Thomas-Beckett - cloche de l'église sonnant la demie :Fichier:Marolles-en-Brie - Cloche de l'église Saint-Georges - 9h30.ogg

- Château de Marolles-en-Brie

### Personnalités liées à la commune
- Nicolas-Michel Quatresoltz de Marolles, député, a été lieutenant civil et maire de Marolles.
- Victor de Marolles[pourquoi ?], responsable de La Corporation, journal de l’Œuvre des cercles catholiques d’ouvriers, et premier président du Syndicat des journalistes français.

### Héraldique
| Armes de Marolles-en-Brie | Les armes de Marolles-en-Brie se blasonnent ainsi : Écartelé en sautoir : au 1er de sinople au rencontre de bœuf d'or, bouclé de gueules, au 2e de gueules à gerbe de blé de sinople, les épis d'or et liée de sable, au 3e de gueules à la crosse de sable, au 4e de sinople au bosquet d'or sur une terrasse isolée du même et soutenue d'azur. |